# ヨハン・ディーゼル
ヨハン・ディーゼル（Johan Deysel、1991年9月26日 - ）は、プロD2・USコロミエに所属するラグビーユニオン選手。

## プロフィール
- ナミビア・ウィントフック出身[1]。
- ポジションはセンター(CTB)。
- 身長 184cm、体重 93kg
- ナミビア代表キャップは35（2025年3月現在）。
- 2015W杯[2]・2019W杯・2023W杯のナミビア代表に選ばれ、2019W杯・2023W杯の時は主将を務めた[3][4]。

## 略歴
レパーズ、シャークス、シャークスを経て、2018年、USコロミエに加入。